# Большая Ноля
Большая Ноля́ (мар. Кугу Ноля) — деревня в Сидоровском сельском поселении в составе Медведевского района. Находится в 3 километрах от деревни Сидорово, недалеко от реки Нольки, от которой деревня получила название.

## История
Одно из первых упоминаний приписывается к первой переписи населения 1723 года. В деревне Большая Ноля Подгородной Новокрещенской волости Царевококшайского уезда проживало 58 мужчин, насчитывалось 16 дворов, из них 3 пустых.
Новокрещенская волость упоминается ещё в XVII веке, из чего следует, что марийцы этой волости приняли христианство на раннем этапе христианизации марийцев.
По данным V переписи 1795 года в деревне Большая Ноля Нолинской волости было «черемис новокрещёных ясачных крестьян 30 дворов».
В 1839 году в деревне Большая Ноля Алёнкинского сельского общества проживало 116 мужчин, насчитывалось 44 двора.
В 1895 году в деревне Большая Ноля Большенолинского сельского общества Вараксинской волости проживало 208 мужчин, 212 женщин.
В 1897 году в деревне проживало 383 жителя.
В 1915 году в деревне проживало 252 мужчины и 250 женщин. В 1916 году здесь проживало 14 семей беженцев из Холмской губернии, прибывших во время Первой мировой войны.
В 1925 году в деревне Большая Ноля Большечигашевского района Краснококшайского кантона проживало 543 человека.
Жители деревни Большая Ноля принимали участие в боевых действиях Великой Отечественной войны. 79 человек погибли и пропали без вести на фронте. Уроженцем и жителем деревни был Герой Советского Союза гвардии лейтенант Александр Прокопьевич Шумелёв. Это звание было присвоено 10 января 1944 года за мужество и героизм при форсировании Днепра. А. П. Шумелёв пропал без вести 19 апреля 1945 года в Германии в районе города Барут. Позже выяснилось, что он погиб в бою у шоссе Бреслау-Берлин и похоронен в одной из братских могил. Именем А. П. Шумелёва названы улицы в Йошкар-Оле и Медведево.
Деревня Большая Ноля вошла в состав Большечигашевского сельсовета Медведевского района, образованного 6 декабря 1943 года. По предварительным итогам переписи населения 1959 года, в деревне проживало 185 мужчин и 231 женщина.
В 1972 году деревня вошла в состав образованного Сидоровского сельского совета Медведевского района. А 25 декабря 1980 года Сидоровский сельсовет был передан в административно-территориальное подчинение Заводского района города Йошкар-Олы.
В 1992 года деревня вошла в состав Сидоровской сельской администрации Йошкар-Олы, которая с 2001 года реорганизована в Сидоровское территориальное управление администрации Йошкар-Олы.
В 2002 году в деревне проживало 363 человека, из которых большинство — марийцы, насчитывалось 118 дворов.
В настоящее время входит в Сидоровское сельское поселение Медведевского района.

## Известные жители
- Плотников Сергей Осипович (1897—1971) — советский государственный и хозяйственный деятель, педагог. Депутат Верховного Совета СССР II созыва (1946—1950). Член ВКП(б) с 1942 года.

## Население
| 2010 | 2011 | 2012 | 2013 | 2014 | 2015 | 2016 |
| ---- | ---- | ---- | ---- | ---- | ---- | ---- |
| 262  | ↗338 | ↘328 | ↘327 | →327 | ↘305 | ↗308 |
| 2017 | 2018 | 2019 | 2020 |      |      |      |
| →308 | →308 | ↗321 | →321 |      |      |      |